# Pedreguer
Pedreguer é um município da Espanha na província de Alicante, comunidade autónoma da Comunidade Valenciana. Tem 29,57 km² de área e em 2021 tinha 8 006 habitantes (densidade: 270,7 hab./km²).

## Demografia
| Variação demográfica do município entre 1991 e 2009 | Variação demográfica do município entre 1991 e 2009 | Variação demográfica do município entre 1991 e 2009 | Variação demográfica do município entre 1991 e 2009 | Variação demográfica do município entre 1991 e 2009 |
| --------------------------------------------------- | --------------------------------------------------- | --------------------------------------------------- | --------------------------------------------------- | --------------------------------------------------- |
| 1991                                                | 1996                                                | 2001                                                | 2004                                                | 2009                                                |
| 5694                                                | 5853                                                | 5945                                                | 6489                                                | 7615                                                |